# Mistrzostwa Austrii w Skokach Narciarskich 2018
Mistrzostwa Austrii w Skokach Narciarskich 2018 – zawody zorganizowane w celu wyłonienia najlepszych skoczków narciarskich w Austrii, rozegrane 11 października na skoczni dużej w Bischofshofen oraz 14 października na skoczni normalnej w Hinzenbach.
Złoto w kategorii kobiet na skoczni dużej wywalczyła Eva Pinkelnig uzyskując notę o ponad osiem punktów większą od Danieli Iraschko-Stolz, która uplasowała się na miejscu drugim. Trzecie miejsce na podium zajęła Chiara Hölzl ze stratą przeszło dziesięciu punktów do miejsca wyżej. W zawodach udział wzięło jedenaście zawodniczek.
Wśród mężczyzn najlepszy na skoczni dużej był Daniel Huber. O ponad pięć punktów gorszy był Michael Hayböck, który bronił tytułu sprzed roku. Podium zawodów uzupełnił będący na trzeciej pozycji Philipp Aschenwald, który w drugiej serii oddał najdalszy skok konkursu na odległość 144,5 metra. Na starcie stawiło się czterdziestu sześciu skoczków.
Na skoczni normalnej wśród kobiet mistrzynią została Eva Pinkelnig. Równo jedenaście punktów gorsza Daniela Iraschko-Stolz została sklasyfikowana na miejscu drugim. Podium mistrzostw uzupełniła Jacqueline Seifriedsberger. Sklasyfikowano czternaście zawodniczek. Katharina Ellmauer oraz Lisa Hirner nie wystartowały w zawodach.
Złoto na skoczni normalnej w kategorii mężczyzn wygrał Michael Hayböck, który z przewagą dwóch punktów wyprzedził Daniela Hubera. Trzecie miejsce wywalczył Clemens Aigner. W zawodach wzięło udział pięćdziesięciu sześciu skoczków.
Zawody rozegrane w obu kategoriach na skoczni normalnej zostały ograniczone do jednej serii. Głównym tego powodem były zbyt silne podmuchy wiatru na skoczni.

## Wyniki

### Mężczyźni
| Msc. | Zawodnik              | Klub              | I seria | II seria | Punkty |
| ---- | --------------------- | ----------------- | ------- | -------- | ------ |
| 1.   | Daniel Huber          | SC Seekirchen     | 141,5 m | 140,0 m  | 276,5  |
| 2.   | Michael Hayböck       | Hinzenbach        | 141,5 m | 142,5 m  | 270,9  |
| 3.   | Philipp Aschenwald    | SC Mayrhofen      | 135,5 m | 144,5 m  | 266,7  |
| 4.   | Manuel Fettner        | SV Innsbruck      | 132,5 m | 135,0 m  | 247,7  |
| 5.   | Stefan Kraft          | SV Schwarzach     | 136,5 m | 131,0 m  | 245,1  |
| 6.   | Clemens Aigner        | SV Innsbruck      | 131,0 m | 136,0 m  | 244,7  |
| 6.   | Thomas Hofer          | SV Innsbruck      | 134,0 m | 132,5 m  | 244,7  |
| 8.   | Ulrich Wohlgenannt    | SK Kehlegg        | 131,5 m | 138,0 m  | 243,7  |
| 9.   | Gregor Schlierenzauer | SV Innsbruck      | 132,5 m | 137,5 m  | 242,0  |
| 10.  | Clemens Leitner       | Nordic Team Absam | 129,5 m | 131,5 m  | 239,8  |
| ...  |                       |                   |         |          |        |

| Msc. | Zawodnik             | Klub             | I seria | Punkty |
| ---- | -------------------- | ---------------- | ------- | ------ |
| 1.   | Michael Hayböck      | Hinzenbach       | 96,5 m  | 126,4  |
| 2.   | Daniel Huber         | SC Seekirchen    | 93,0 m  | 124,4  |
| 3.   | Clemens Aigner       | SV Innsbruck     | 91,0 m  | 116,7  |
| 4.   | Thomas Hofer         | SV Innsbruck     | 86,5 m  | 112,0  |
| 5.   | David Haagen         | ESV Mürzzuschlag | 90,0 m  | 110,4  |
| 6.   | Manuel Fettner       | SV Innsbruck     | 86,0 m  | 109,8  |
| 7.   | Andreas Kofler       | SV Innsbruck     | 86,5 m  | 109,5  |
| 8.   | Julian Wienerroither | SC Saalfelden    | 84,0 m  | 107,7  |
| 9.   | Ulrich Wohlgenannt   | SK Kehlegg       | 86,0 m  | 107,1  |
| 10.  | Mika Schwann         | SG Klagenfurt    | 86,5 m  | 106,8  |
| ...  |                      |                  |         |        |

### Kobiety
| Msc. | Zawodniczka                | Klub             | I seria | II seria | Punkty |
| ---- | -------------------------- | ---------------- | ------- | -------- | ------ |
| 1.   | Eva Pinkelnig              | SK Kehlegg       | 123,0 m | 123,5 m  | 211,4  |
| 2.   | Daniela Iraschko-Stolz     | WSV Eisenerz     | 122,0 m | 121,0 m  | 202,7  |
| 3.   | Chiara Hölzl               | SV Schwarzach    | 117,5 m | 122,5 m  | 191,3  |
| 4.   | Jacqueline Seifriedsberger | Waldzell         | 117,0 m | 119,5 m  | 183,5  |
| 5.   | Marita Kramer              | SC Saalfelden    | 104,5 m | 102,0 m  | 125,9  |
| 6.   | Claudia Purker             | SC Bischofshofen | 98,0 m  | 95,0 m   | 97,7   |
| 7.   | Elisabeth Raudaschl        | Salzkammergut    | 90,0 m  | 98,5 m   | 88,9   |
| 8.   | Sophie Sorschag            | SV Villach       | 83,5 m  | 99,5 m   | 77,2   |
| 9.   | Sophie Mair                | Salzkammergut    | 89,5 m  | 93,5 m   | 70,5   |
| 10.  | Julia Huber                | SK Rottenmann    | 85,5 m  | 90,0 m   | 70,1   |
| ...  |                            |                  |         |          |        |

| Msc. | Zawodniczka                | Klub             | I seria | Punkty |
| ---- | -------------------------- | ---------------- | ------- | ------ |
| 1.   | Eva Pinkelnig              | SK Kehlegg       | 90,0 m  | 110,2  |
| 2.   | Daniela Iraschko-Stolz     | WSV Eisenerz     | 83,5 m  | 99,2   |
| 3.   | Jacqueline Seifriedsberger | Waldzell         | 76,5 m  | 82,2   |
| 4.   | Chiara Hölzl               | SV Schwarzach    | 76,0 m  | 81,1   |
| 5.   | Elisabeth Raudaschl        | Salzkammergut    | 73,5 m  | 72,2   |
| 6.   | Marita Kramer              | SC Saalfelden    | 75,0 m  | 71,3   |
| 7.   | Lisa Eder                  | SC Saalfelden    | 72,0 m  | 68,9   |
| 8.   | Claudia Purker             | SC Bischofshofen | 75,0 m  | 68,8   |
| 9.   | Sophie Mair                | Salzkammergut    | 65,5 m  | 60,7   |
| 10.  | Julia Huber                | SK Rottenmann    | 61,0 m  | 49,8   |
| ...  |                            |                  |         |        |